# Medon (Sohn des Oileus)
Medon (altgriechisch Μέδων Médōn) ist in der griechischen Mythologie ein unehelicher Sohn des Oileus und somit Halbbruder des lokrischen Aias.
Medon tötete einen Verwandten der Eriopis, Oileus’ späterer Gattin, und floh daraufhin nach Phylake. Im Trojanischen Krieg war er ein Anführer der Phthier. Im Verlauf des Krieges wurde er von Aineas getötet.